# Plectodon scaber
Plectodon scaber är en musselart som beskrevs av Carpenter 1864. Plectodon scaber ingår i släktet Plectodon och familjen Cuspidariidae. Inga underarter finns listade i Catalogue of Life.